# Champion of Champions (snooker)
Champion of Champions je profesionální nebodovaný snookerový turnaj, který se poprvé konal v roce 1978 a v roce 2013 byl znovu obnoven společností Matchroom sport. Úřadujícím mistrem z roku 2016 je John Higgins.

## Historie
Turnaj se poprvé uskutečnil v roce 1978 ve Wembley Conference Centre v Londýně, zúčastnili se ho čtyři hráči a trval jeden den. V roce 1980 se uskutečnil druhý ročník v New London Theatre, kterého se účastnilo již deset hráčů. Poté se od turnaje z důvodu slabé návštěvnosti a finanční neúspěšnosti upustilo.
Turnaj byl obnoven v roce 2013 společností Matchroom sport, nahradil v kalendáři Premier League Snooker a od té doby se jej účastní 16 hráčů světové top třídy.

## Vítězové
| Rok  | Vítěz             | Poražený          | Skóre | Sezóna  |
| ---- | ----------------- | ----------------- | ----- | ------- |
| 1978 | Ray Reardon       | Alex Higgins      | 11–9  | 1978/79 |
| 1980 | Doug Mountjoy     | John Virgo        | 10–8  | 1980/81 |
| 2013 | Ronnie O'Sullivan | Stuart Bingham    | 10–8  | 2013/14 |
| 2014 | Ronnie O'Sullivan | Judd Trump        | 10–7  | 2014/15 |
| 2015 | Neil Robertson    | Mark Allen        | 10–5  | 2015/16 |
| 2016 | John Higgins      | Ronnie O'Sullivan | 10–7  | 2016/17 |